# برمبال القديمة
قرية برمبال القديمة هي إحدى القرى التابعة لمركز منية النصر في محافظة الدقهلية في جمهورية مصر العربية. حسب إحصاءات سنة 2006، بلغ إجمالي السكان في برمبال القديمة 19851 نسمة، منهم 10041 رجل و9810 امرأة.

## التاريخ
قرية برمبال القديمة من القرى القديمة، واسمها الأصلي وقت الفتح الإسلامي لمصر برنبلير، وقد وردت باسم بارنباره في أعمال الدقهلية ضمن قرى الروك الصلاحي التي أحصاها ابن مماتي في كتاب قوانين الدواوين، كما وردت باسم بارنباره في أعمال الدقهلية والمرتاحية ضمن قرى الروك الناصري التي أحصاها ابن الجيعان في كتاب «التحفة السنية بأسماء البلاد المصرية». وفي العصر العثماني كان اسمها في تربيع سنة 933هـ/1527م الذي أجراه الوالي العثماني سليمان باشا الخادم في عصر السلطان العثماني سليمان القانوني برنبال ضمن قرى ولاية الدقهلية، وفي تاريخ 1228هـ/1813م الذي عدّ قرى مصر بعد المسح الذي قام به محمد علي باشا باسم برنبال الكبيرة ضمن قرى مديرية الدقهلية. ويُذكر أنه في سنة 1259هـ/1843م، تغير الاسم إلى برمبال القديمة تمييزًا لها عن برمبال الجديدة.